# SUNSAT
SUNSAT（Stellenbosch UNiversity SATellite、サンサット）は南アフリカ共和国初の国産人工衛星。ステレンボッシュ大学の工学系大学院生によって作製された。1999年2月23日、ピギーバック衛星としてアメリカのデルタIIロケットにより打ち上げられた。

## 概要
SUNSAT計画は1992年に始まり、1996年5月にアメリカと南アフリカの間の了解覚書を受けて、NASAがSUNSATをARGOS打ち上げの際に相乗りさせることが決定した。代わりにジェット推進研究所の実験的GPS受信機とレーザー逆反射体（SLR）をSUNSATに搭載することが決まった。
衛星の第一目標は地表の撮影、世界全域での電子メール蓄積転送通信、衛星技術の獲得である。アマチュア無線機器の他に、地球が撮影可能な実験的プッシュブルームイメージャーが搭載された。この地表分解能15m、観測幅50kmの高解像度イメージャーはSバンドにてリアルタイムで稼動する。
第二目標は地球磁場、重力場、大気、電離層の調査、およびNASAのGPS、SLRによる精密軌道の相互比較である。また、流星物質衝突センサで、流星物質や低質量のスペースデブリの衝突を記録も行う。他にも300gの海外製超小型TVカメラも搭載していた。

## 運用
SUNSATはアメリカの地球観測衛星ARGOS（2,491 kg）とデンマーク初の小型衛星エルステッド（61 kg）と共に1999年2月23日、アメリカのヴァンデンバーグ空軍基地からデルタIIロケットによって打ち上げられた。
2001年1月19日15:22:37（UTC）の地上局との交信を最後に通信が途絶した。最後の通信後何らかのトラブルが発生したと考えられるが、詳しい原因は不明だった。